# .sn
A .sn Szenegál internetes legfelső szintű tartomány kódja, melyet 1993-ban hoztak létre.